# Płock
Płock este un municipiu în Polonia.

## Personalități născute aici
- Edward Flatau (1869 - 1932), neurolog;
- Władysław Broniewski (1897 - 1962), poet.